# Liste der Bodendenkmäler in Marzling
Auf dieser Seite sind die Bodendenkmäler in der oberbayerischen Gemeinde Marzling zusammengestellt. Diese Tabelle ist eine Teilliste der Liste der Bodendenkmäler in Bayern. Grundlage ist die Bayerische Denkmalliste, die auf Basis des Bayerischen Denkmalschutzgesetzes vom 1. Oktober 1973 erstmals erstellt wurde und seither durch das Bayerische Landesamt für Denkmalpflege geführt wird. Die folgenden Angaben ersetzen nicht die rechtsverbindliche Auskunft der Denkmalschutzbehörde.

## Bodendenkmäler der Gemeinde Marzling

### Bodendenkmäler in der Gemarkung Langenbach
| Lage                  | Objekt                                                                  | Akten-Nr.     | Bild |
| --------------------- | ----------------------------------------------------------------------- | ------------- | ---- |
| Langenbach (Standort) | Siedlung vorgeschichtlicher Zeitstellung, unter anderem der Latènezeit. | D-1-7536-0053 |      |

### Bodendenkmäler in der Gemarkung Marzling
| Lage                | Objekt | Akten-Nr.     | Bild |
| ------------------- | --- | ------------- | ---- |
| Marzling (Standort) | Siedlung vorgeschichtlicher Zeitstellung. | D-1-7536-0060 |      |
| Marzling (Standort) | Siedlung vorgeschichtlicher Zeitstellung. | D-1-7536-0061 |      |
| Marzling (Standort) | Untertägige mittelalterliche und frühneuzeitliche Befunde im Bereich der Katholischen Pfarrkirche St. Martin in Marzling und ihres Vorgängerbaus. | D-1-7536-0202 |      |
| Marzling (Standort) | Siedlung vor- und frühgeschichtlicher Zeitstellung.                                                                                               | D-1-7636-0092 |      |
| Marzling (Standort) | Siedlung vor- und frühgeschichtlicher Zeitstellung.                                                                                               | D-1-7636-0095 |      |

### Bodendenkmäler in der Gemarkung Rudlfing
| Lage                | Objekt | Akten-Nr.     | Bild |
| ------------------- | --- | ------------- | ---- |
| Rudlfing (Standort) | Siedlung vorgeschichtlicher Zeitstellung. | D-1-7536-0062 |      |
| Rudlfing (Standort) | Siedlung vorgeschichtlicher Zeitstellung. | D-1-7536-0063 |      |
| Rudlfing (Standort) | Siedlung vorgeschichtlicher Zeitstellung. | D-1-7536-0064 |      |
| Rudlfing (Standort) | Untertägige mittelalterliche und frühneuzeitliche Befunde im Bereich der Katholischen Filial- und Wallfahrtskirche St. Maria in Rudlfing und ihres Vorgängerbaus.        | D-1-7536-0204 |      |
| Rudlfing (Standort) | Siedlung vorgeschichtlicher Zeitstellung, unter anderem des Altneolithikums (Linearbandkeramik) und der Bronzezeit.                                                      | D-1-7537-0267 |      |
| Rudlfing (Standort) | Untertägige mittelalterliche und frühneuzeitliche Befunde im Bereich der Katholischen Filialkirche St. Philippus und Jakobus der Jüngere in Hangenham.                   | D-1-7537-0351 |      |
| Rudlfing (Standort) | Bestattungsplatz mit Kreisgräben vorgeschichtlicher Zeitstellung. | D-1-7636-0087 |      |
| Rudlfing (Standort) | Siedlung vor- und frühgeschichtlicher Zeitstellung, unter anderem der Latènezeit und der römischen Kaiserzeit sowie verebnete Grabhügel mit Bestattungen der Bronzezeit. | D-1-7636-0088 |      |
| Rudlfing (Standort) | Verebnete Grabhügel mit Bestattungen der mittleren Bronzezeit sowie Siedlung vor- und frühgeschichtlicher Zeitstellung.                                                  | D-1-7636-0089 |      |
| Rudlfing (Standort) | Verebnete Grabhügel mit Bestattungen der Bronzezeit. | D-1-7636-0216 |      |
| Rudlfing (Standort) | Straße der römischen Kaiserzeit (Teilstück der sog. Isartalstraße). | D-1-7637-0019 |      |
| Rudlfing (Standort) | Siedlung vor- und frühgeschichtlicher Zeitstellung. | D-1-7637-0352 |      |